# Filipínská hymna
Hymna Filipín je píseň Lupang Hinirang (česky Vyvolená země). Hudbu zkomponoval Julian Felipe v roce 1898. Původní text, který byl ve španělštině, pochází z básně „Filipinas“, kterou napsal José Palma v roce 1899.
Skladba byla původně napsána jako scénická hudba, a proto neměla slova, když byla přijata jako státní hymna, a následně zahrána při prohlášeni filipínské suverenity 12. června 1898. Při americké okupaci Filipín koloniální vláda úředně hraní písně zakázala schválením Zákona o vlajce. Zákon byl odvolán v roce 1919 a potom byla píseň přeložená do angličtiny a oficiálně pojmenována „The Philippine Hymn“ (česky Filipínská hymna).

## Text
Oficiální verze hymny ve filipínštině:
Lupang Hinirang
Bayang magiliw,

Perlas ng Silanganan

Alab ng puso,

Sa Dibdib mo’y buhay.

Lupang Hinirang,

Duyan ka ng magiting,

Sa manlulupig,

Di ka pasisiil.

Sa dagat at bundok,

Sa simoy at sa langit mong bughaw,

May dilag ang tula,

At awit sa paglayang minamahal.

Ang kislap ng watawat mo’y

Tagumpay na nagniningning,

Ang bituin at araw niya,

Kailan pa ma’y di magdidilim,
Lupa ng araw ng luwalhati’t pagsinta,

Buhay ay langit sa piling mo,

Aming ligaya na pag may mang-aapi,

Ang mamatay ng dahil sa iyo

### Český překlad
Vyvolená země
Zbožňovaná vlasti!

Ty jsi perla Orientu

V srdci ti stále plane vášeň

Vyvolená země!

Ty jsi kolébka statečných lidí,

Dobyvatelům se nikdy nevzdáš

V mořích a na horách,

ve vánku a na azurovém nebi

člověk cítí tu nádheru písně a básně o milované svobodě

Třpyt tvojí vlajky

je symbolem zářivého vítězství

Její hvězdy a slunce nikdy nezeslábnou

Země slunce, slávy a lásky!

Život v tvém objetí je ráj

S radostí obětujeme naše životy,
 
abychom tě bránili, když jsi utlačovaná

(Neoficiální překlad – Louel Ross Calleja)